# Anders Berch
Anders Berch,  [uttalas: berk] född 4 mars 1711 på Larsbo bruk, Söderbärke socken, och död 14 december 1774 i Uppsala. Föräldrar var kamreraren Anders Berch och Regina Catharina Tersmeden, och bror Carl Reinhold Berch.

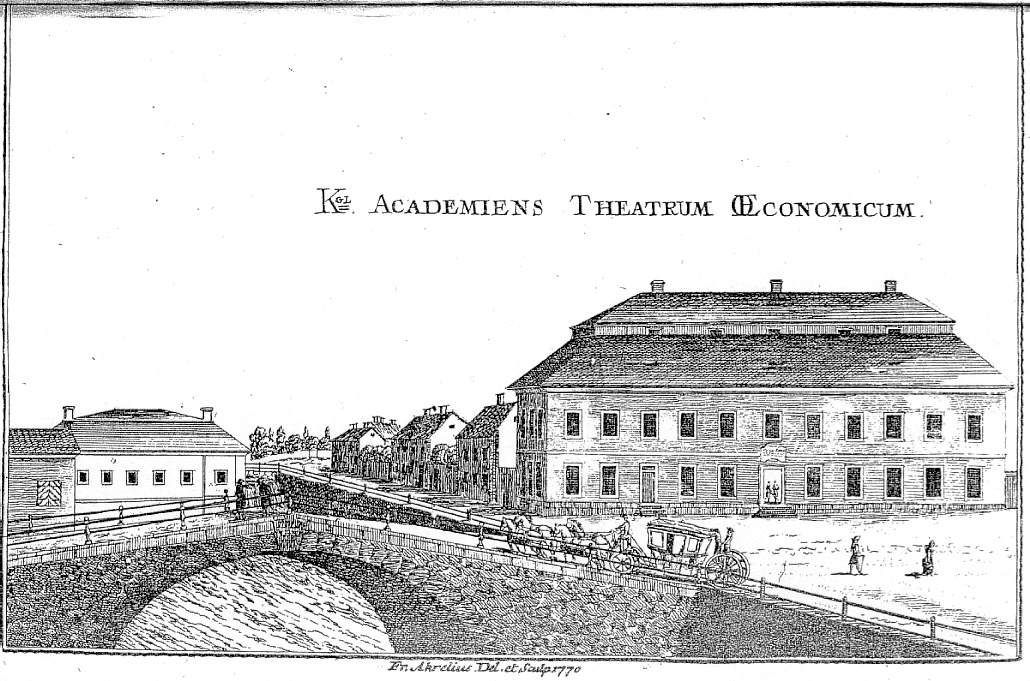
Theatrum Oeconomicum 1770.

Berch inskrevs vid Uppsala universitet 1726 där han studerade fram till 1731 då han fick anställning vid Kommerskollegium. År 1741 erhöll han den nyinrättade professuren i ekonomilagfarenhet och statsekonomi i Uppsala, vars verksamhet inleddes i Theatrum Oeconomicum samma år. Tre år senare invaldes han i Vetenskapsakademien, och blev 1770 akademiräntmästare. 1734 gifte han sig med Johanna Helbeck. Sonen Christer (1730-1792) blev professor efter fadern, sonen Anders Berch den yngre (1736-1770) var en berömd förespråkare för upplysningens idéer och hattarnas politik.
Berch var Nordens första professor i nationalekonomi och den som skrev Sveriges första lärobok i ekonomi. Som ekonom företrädde Berch merkantilism, den kameralism som förespråkades på universitet i Tyskland, och den brittiska politiska aritmetiken. I Sätt at igenom Politisk Arithmetica utröna länders och Rikens Hushåldning (1746) skriver han att det är bättre om det är brist på land än på folk, och han förespråkade hantverk framför jordbruk. Det var hantverkarna som såg till att pengar kom in till landet, ansåg Berch, och därför var borgerlighetens lycka överordnad regentens om det uppstod en konflikt om vems intressen som skulle tas hänsyn till. På den grundvalen talade han för en statligt reglerad ekonomi och handel, då politiker hade kunskaper om samhället som borgerligheten saknade.